# Heliophanoides ultramarine
Espèce
Heliophanoides ultramarine est une espèce d'araignées aranéomorphes de la famille des Salticidae.

## Distribution
Cette espèce est endémique du Yunnan en Chine,. Elle se rencontre vers Dali.

## Description
La carapace du mâle holotype mesure 1,79 mm de long sur 1,32 mm et l'abdomen 2,56 mm de long sur 1,24 mm et la carapace de la femelle paratype 1,57 mm de long sur 1,21 mm et l'abdomen 2,54 mm de long sur 1,58 mm.

## Systématique et taxinomie
Cette espèce a été décrite par Yang, Wang et Zhang en 2024.

## Publication originale
(juillet 2024).
- Yang, Wang & Zhang, 2024 : « On a new genus and seven species of Chrysillini from China (Araneae: Salticidae: Salticinae). » Zootaxa, no 5477(2), p. 101-135.